# Telecom Argentina
Telecom Argentina est un opérateur téléphonique argentine fondé en 1990 et faisant partie du Merval, le principal indice boursier de la bourse de Buenos Aires.

## Historique
Le 19 octobre 2008, suite à des difficultés, l'entreprise annonce suspendre le remboursement de sa dette, qui dépasse alors 3,3 milliards de dollars.
En mars 2024, l'entreprise CNH Industrial, spécialisée dans le secteur agricole, engage un partenariat avec Telecom Argentina.